# Crassula fascicularis
Crassula fascicularis är en fetbladsväxtart som beskrevs av Jean-Baptiste de Lamarck. Crassula fascicularis ingår i släktet krassulor, och familjen fetbladsväxter. Inga underarter finns listade i Catalogue of Life.

## Bildgalleri

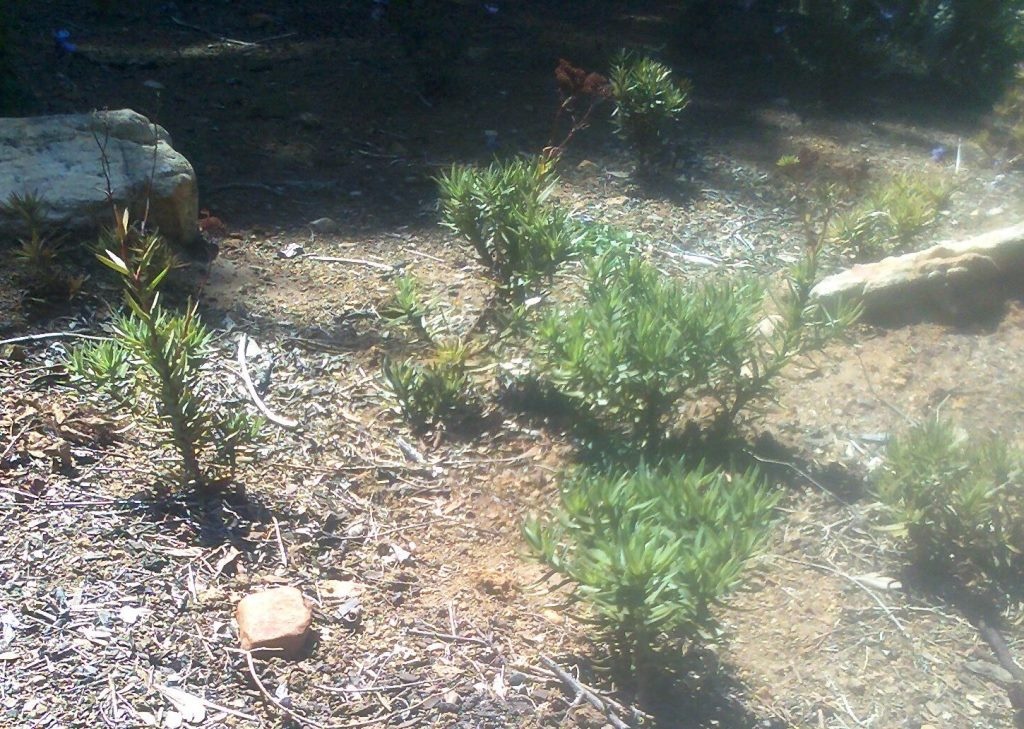
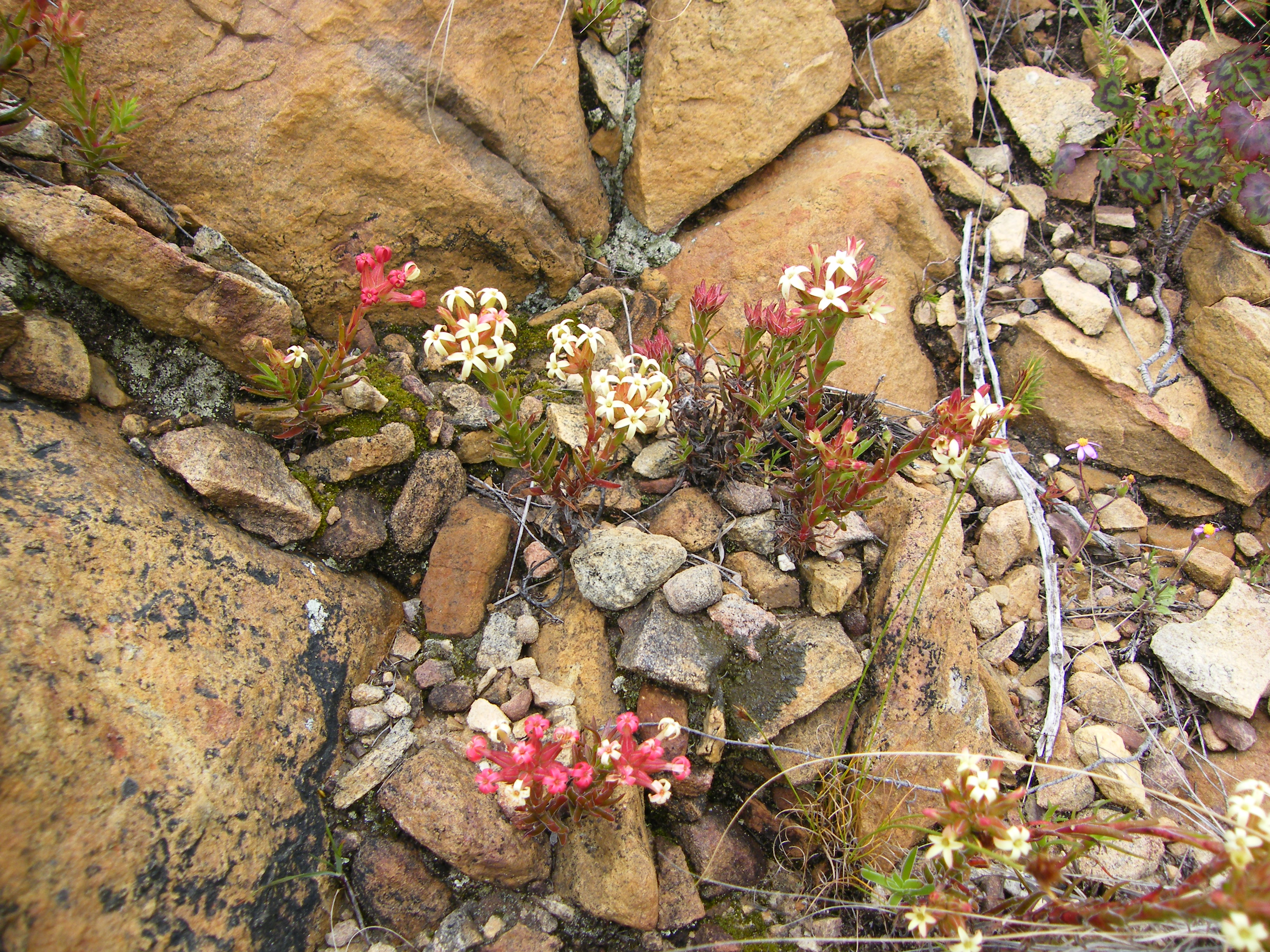
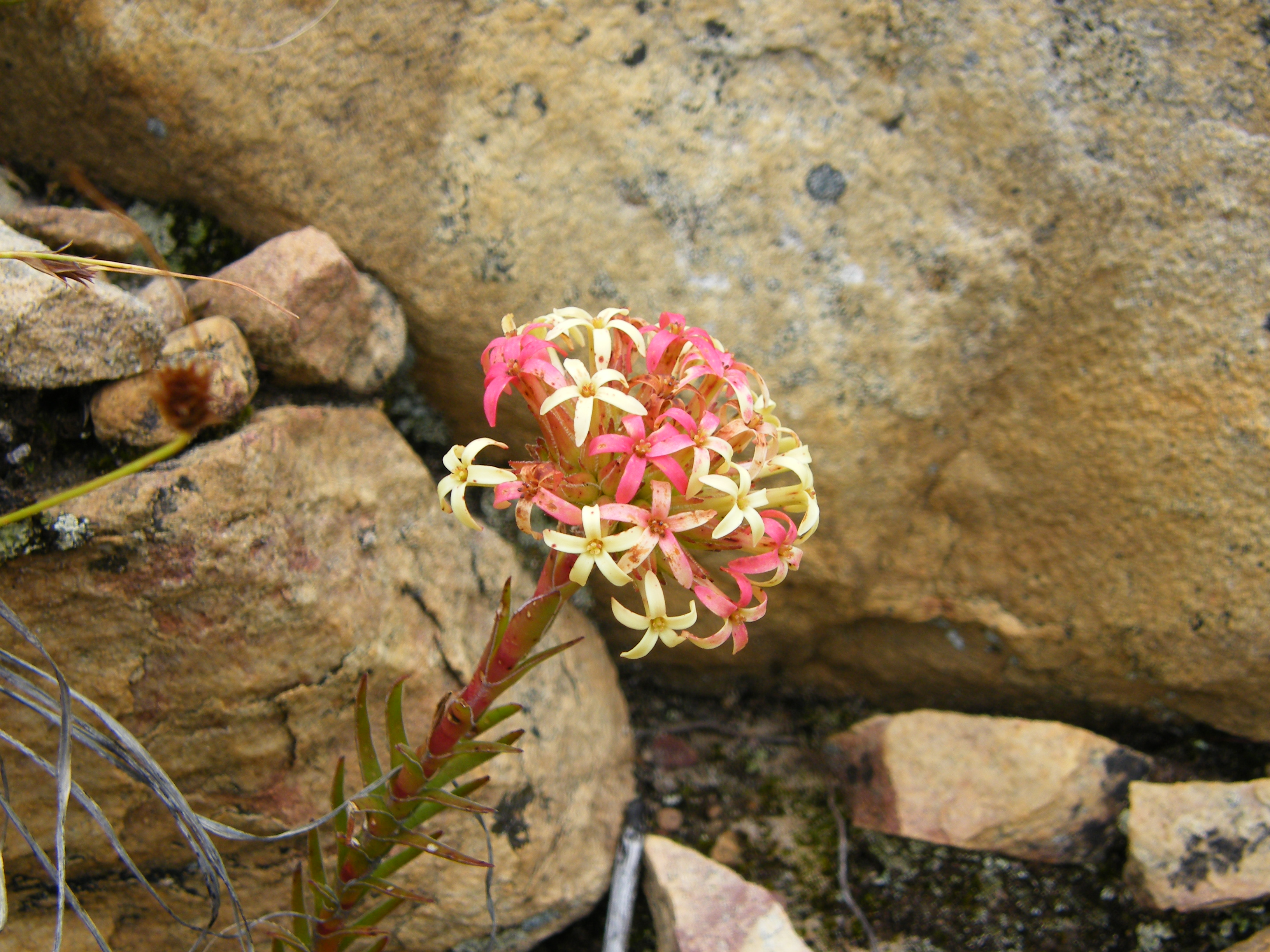
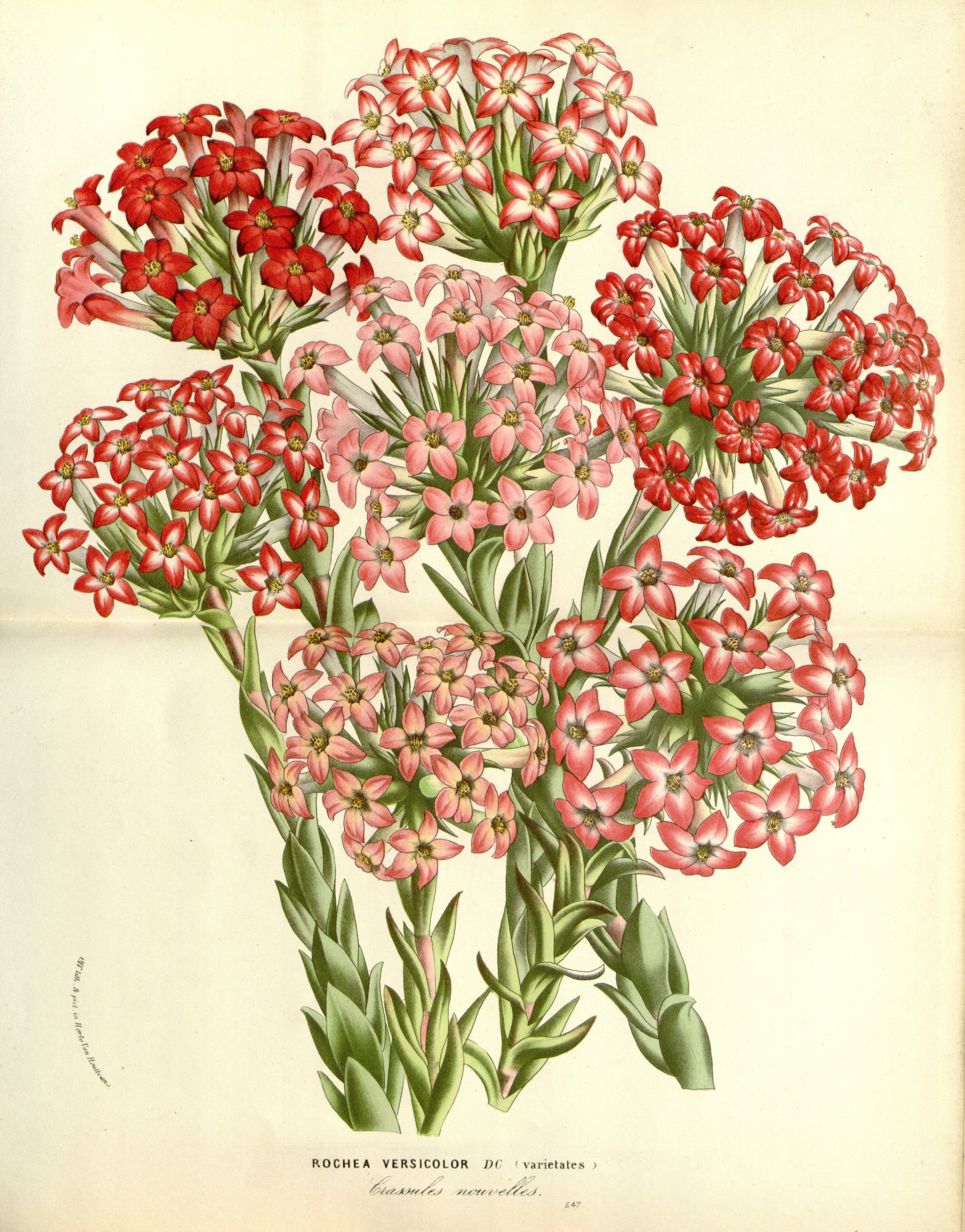